# Liste im Jemen vorhandener Dampflokomotiven
Dies ist eine Liste erhaltener Dampflokomotiven auf dem Gebiet des Jemen.

## Spurweite 1435 mm
| Foto | Nummer oder Name    | Bauart / Achsfolge | Hersteller           | Fabrik- nr. | Baujahr | Historie | Eigentümer / Betreiber / Strecke | Standort             | Bemerkungen |
| ---- | ------------------- | ------------------ | -------------------- | ----------- | ------- | -------- | -------------------------------- | -------------------- | ----------- |
|      | C.F. Hodeidah No. ? | Ct                 | Borsig, Berlin-Tegel |             | 1911    |          |                                  | Ras Khatib Peninsula | [ 1 ]       |